# 12125 Jamesjones
12125 Jamesjones è un asteroide della fascia principale. Scoperto nel 1999, presenta un'orbita caratterizzata da un semiasse maggiore pari a 3,1049802 UA e da un'eccentricità di 0,1907563, inclinata di 0,21915° rispetto all'eclittica.